# NREM fáze spánku

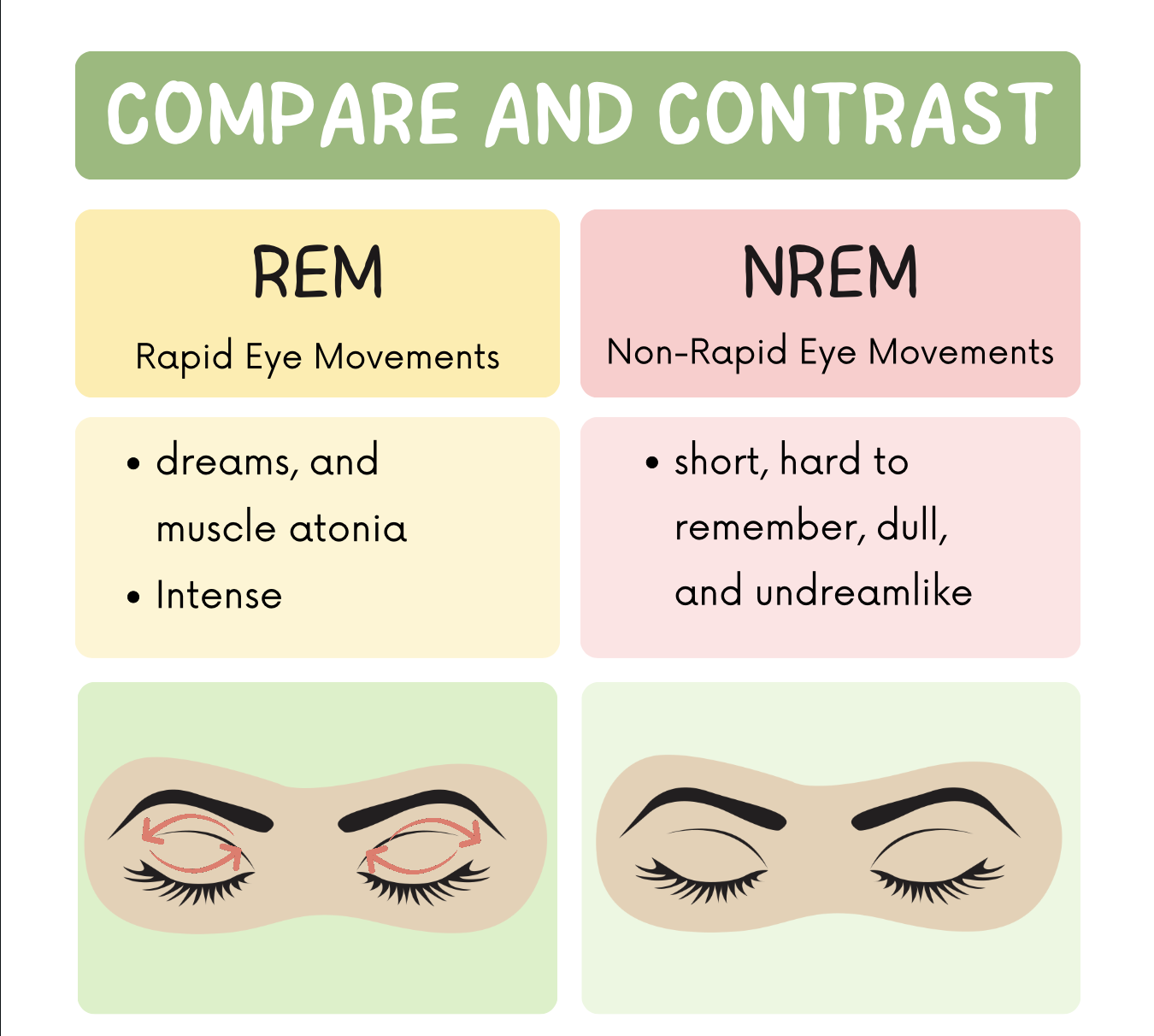
Porovnání fáze REM a NREM

Non-rapid eye movement (NREM – v českém překladu spánek bez rychlých očních pohybů), také znám jako synchronní spánek, tvoří společně s REM fází jeden spánkový cyklus.
Během NREM fáze je organismus spícího člověka klidný, oči se nepohybují, dýchání je pravidelné, klesá krevní tlak, činnost mozku je nízká a pohyby těla jsou téměř nulové.
Každá fáze NREM má odlišné elektroencefalografické a další charakteristiky. Snění se objevuje v obou typech spánku, ale během NREM nejsou svaly paralyzovány jako v REM spánku. Lidé, kteří neprocházejí správnými spánkovými fázemi, uvíznou v NREM spánku, což může vést k tomu, že díky absenci svalové paralýzy mohou například náměsíčně chodit.
REM a NREM fáze se během spánku střídají, ovšem nikoli náhodně a bezdůvodně. Tyto dvě fáze lze rozlišit pomocí EEG. Obě fáze se neustále střídají a délka dvojice REM a NREM trvá v průměru 90-120 minut (podle věku, zdravotního stavu, ...), přičemž REM fáze se postupně prodlužuje, zatímco NREM se zkracuje. Jako první tedy po usnutí přichází NREM fáze, která se prohlubuje, poté přichází REM fáze, po ní další NREM fáze atd.
NREM spánek lze členit podle hloubky do 4 stádií.

## Stadia
Tato stadia se rozdělují od povrchního do nejhlubšího spánku.
Stadia 1 a 2 lze označit jako spánek lehký, stadia 3 a 4 se označují jako spánek hluboký.

### 1. stadium
Povrchní spánek, v EEG lze vidět aktivitu voltáže frekvence 3-7/s.
Pokud člověk leží klidně s otevřenýma očima, lze vidět v EEG zápisu převládající rytmus beta. Pokud spící zavře oči, ale ještě bdí, projeví se pomalejší rytmus alfa. V okamžiku, kdy začne usínat, rytmus alfa mizí a zápis se poté skládá ze směsi rychlých vln a vln theta.
Toto stadium je přechodné mezi bděním a spánkem. Trvá přibližně 5-10 minut. Tep klesá, dýchání se zpomaluje a stává se pravidelným. Je možné vidět pomalé, otáčivé pohyby oka. Celkové stadium zabírá 5-10 % z celkového spánku.
Člověk však neztrácí kontakt s okolím, na hlasitý dotaz je vetěinou schopen zareagovat a současně se probudí. Toto první stadium odpovídá usínání.

### 2. stadium

K-Komplexy a spánková vřeténka

Charakterizováno základní aktivitou smíšené frekvence, nízké voltáže. Často se vyskytují tzv. spánková vřeténka frekvence 12-14/s a pomalé trifázické vlny, označované jako K-Komplexy.
Toto stadium je hlubší, kde myslí probíhají fragmenty myšlenek a představ. Pohyby očí zpravidla zmizí, uvolní se svaly a tělo se jen velmi zřídka pohybuje. U dospělého toto stadium představuje 50 % z celkové prospané doby.
V tomto stadiu osoba ztrácí kontakt s okolím.

### 3. stadium
Obsahuje 20-50 % vln s vysokou amplitudou a nízkou frekvencí do 2/s.
Při tomto stadiu přichází další prohlubování spánku s dalším zpomalováním srdečního tepu a frekvence dechu. Oči se nepohybují, klesá tělesná teplota. Tato fáze představuje 25 % celkové doby spánku u dětí a adolescentů. O něco méně u mladých dospělých a téměř mizí ve středním a starším věku.

### 4. stadium
Obsahuje více než 50 % vln s vysokou amplitudou a nízkou frekvencí.
Tato fáze je nejhlubší. Vyrušit spícího člověka je nejobtížnější. Pro toto stadium je typické, že dochází k chození ve spánku a pomočování. 4. stadium obvykle nastává pouze během první třetiny spánku, po níž se spánek nedostane dále, než do 3. stadia. Jelikož jsou tyto dvě fáze spánku velmi podobné, často je výzkumníci popisují společně. Obě dohromady zahrnují 10-20 % z celkového spánku. S věkem se tato doba zkracuje.

#### Funkce NREM spánku
Během této fáze probíhá proteosyntéze (neboli výroba bílkovin), která slouží k obnovení buněk; uvolňuje se somatotropin (růstový hormon).
Během NREM spánku dochází k regeneraci těla a doplnění energie.
Taktéž během této fáze dochází k přesunu informací z krátkodobé paměti do dlouhodobé paměti. Též dochází k aktivaci glukózy a ke snížení kortizolu.

## Snění během NREM spánku
„Snění je jedním z myšlenkových procesů během spánku, liší se od myšlení za bdělosti a je závislé na aktuálním stavu centrální nervové soustavy."
Během snění člověk vnímá mentální obrazy, zvuky nebo pocity, tyto vjemy mohou být někdy velmi silně realistické, jindy až mlhavě nesouvislé.

#### Rozdíly mezi REM a NREM sny
Během NREM jsou sny méně časté a dost odlišné od těch, které se nám zdají během REM fáze. NREM sny jsou méně živé, emocionálně neutrální a obsahují jen malé množství dramatických prvků, také jsou logické a reflektují současné problémy a nedávné události. NREM sny jsou také kratší a tvoří jen 5-10% všech snů, co si člověk pamatuje.
„NREM sny jsou dozvukem pohasínajícího bdělého myšlení ve všemi atributy zralých psychických problémů. Vykazují charakteristiky sekundárních myšlenkových procesů." 

## NREM parasomnie
Poruchou spánku, neboli parasomnií, myslíme abnormální projevy spojené s určitými fázemi spánku. Tyto jevy se vyskytují převážně u dětí, u dospělých jsou méně časté. „Předpokládaným patofyziologickým mechanizmem parasomnií vázaných na non-REM spánek je narušení probouzecích mechanizmů - tzv. disociované probuzení."  Mezi NREM parasomnie řadíme probouzení se zmateností, somnambulismus, noční děsy a další.

##### 1. Probuzení se zmateností
Tato parasomnie vzniká převážně v první třetině noci, v prvním spánkovém cyklu. Projevuje se hlavně zmateností, dysartrií a mírnými mozkovými projevy, proto se mnohdy tento stav nazývá spánkovou opilostí. Osoba má problem s porozuměním, krátkodobou pamětí a reaguje zpomaleně. Tato parasomnie vzniká například díky náhlému probuzení budíkem, spánkovou apnoí nebo infekty, jakou jsou angína nebo zánět středního ucha.

##### 2. Somnambulizmus
Tato porucha se vyskytuje převážně u dětí, kde se jedná o 17%, u dospělých pouze 4%. Nastává v prvním spánkovém cyklu NREM, v první třetině noci. Projevuje se zmatenou chůzí po bytě a částečnou dezorientací, tento stav však po několika minutách vytrácí. V mnohých případech si postižený sám ulehne zpátky na místo, ze kterého vstal, v některých případech si osoba najde jiné místo na pokračování ve spánku. Toto chování může nabírat i nebezpečného charakteru, postižený například nevědomě přesouvá předměty.
Náměsíčná osoba se může posadit pouze na postel, v jiných případech může dojít i k opuštění pokoje nebo domu. I když jsou oči naměsíčného otevřené, jsou nevnímající a náměsíčnému se mohou přihodit závažné nehody. Náměsíčný si nepamatují, co přesně v noci dělali.

##### 3. Noční děsy
Tyto stavy se objevují převážně u dětí, postihují 6%, u dospělých jsou to pouze 2%. „Základním rysem nočního děsu je náhlé probuzení s extrémní úzkostí, vyděšeným křikem sdruženým s vegetativní odpovědí na stres, pocením a mydriázou."
Děsy se objevují podobně jako somnambulismus, tedy v první třetině noci v období hlubokého spánku NREM. Tyto děsy se opakují v epizodách (většinou dvě či více) a netrvají déle než 10 minut. Osoby mají na události omezené vzpomínky a při jejich uklidňování nastupuje dezorientace.

##### 4. Noční pomočování
Tato porucha se nezývá enuresis nocturna a nejčastější je u malých dětí, které ještě nedokážou plně ovládat svěrač močového měchýře. Pokud tato porucha do 5. roku života sama neodezní, měli by rodiče vyhledat odbornou pomoc. U dospělých jedinců se noční pomočování léčí často terapií, doporučuje se také nižší příjem tekutin před spaním nebo preventivní buzení v průběhu noci.

##### 5. Skřípání zuby
Skřípání zuby rozlišujeme na denní a noční, noční skřípání zuby lze pozorovat až u 10% lidí. Jediným chorobným následkem může být poškození zubů a dásní. Příčinou může být vada skusu nebo některé stresující podněty.

##### 6. Noční jaktace hlavou
Tato porucha se objevuje převážně u chlapců mladistvého věku. Objevuje se před usnutím a v časných fázích spánku. Jde o zvláštní rytmické a cukavě pohyby hlavy, někdy i celého těla. Některé pohyby jsou dost prudké a trvají většinou jen pár minut. Jejich opakovaní není pravidelné, někdy se objevují několikrát za noc, jindy pouze jednou. Jaktace je krátkodobá porucha, sama za několik týdnů či měsíců zmizí. Léčba tedy není nezbytná.

##### 7. Noční erekce
Noční erekce se objevují převážně v REM spánku, během NREM spánku se může objevit slabší a kratší erekce. Jedná se o zcela normální a nebolestivou skutečnost. Velmi vzácné jsou bolestivé noční erekce, které vedou k nepříjemnému a bolestivému probuzení.